# Tocro
Odontophorus
Genre
Odontophorus est un genre d'oiseaux galliformes qui ont tous pour noms normalisés Tocro. Le genre comprend 15 espèces.

## Liste des espèces
Selon la classification de référence du Congrès ornithologique international (version 15.1, 2025) :
- Odontophorus gujanensis (Gmelin, JF, 1789) — Tocro de Guyane ;
- Odontophorus capueira (Spix, 1825) — Tocro uru ;
- Odontophorus melanotis Salvin, 1865 — Tocro à face noire ;
- Odontophorus erythrops Gould, 1859 — Tocro à front roux ;
- Odontophorus atrifrons Allen, JA, 1900 — Tocro à front noir ;
- Odontophorus hyperythrus Gould, 1858 — Tocro marron ;
- Odontophorus melanonotus Gould, 1861 — Tocro à dos noir ;
- Odontophorus speciosus Tschudi, 1843 — Tocro à poitrine rousse ;
- Odontophorus dialeucos Wetmore, 1963 — Tocro du Panama ;
- Odontophorus strophium (Gould, 1844) — Tocro à miroir ;
- Odontophorus columbianus Gould, 1850 — Tocro du Venezuela ;
- Odontophorus leucolaemus Salvin, 1867 — Tocro à poitrine noire ;
- Odontophorus balliviani Gould, 1846 — Tocro de Ballivian ;
- Odontophorus stellatus (Gould, 1843) — Tocro étoilé ;
- Odontophorus guttatus (Gould, 1838) — Tocro tacheté.